# Hoya burmanica
Hoya burmanica är en oleanderväxtart som beskrevs av Robert Allen Rolfe. Hoya burmanica ingår i släktet Hoya och familjen oleanderväxter. Inga underarter finns listade i Catalogue of Life.